# Berek

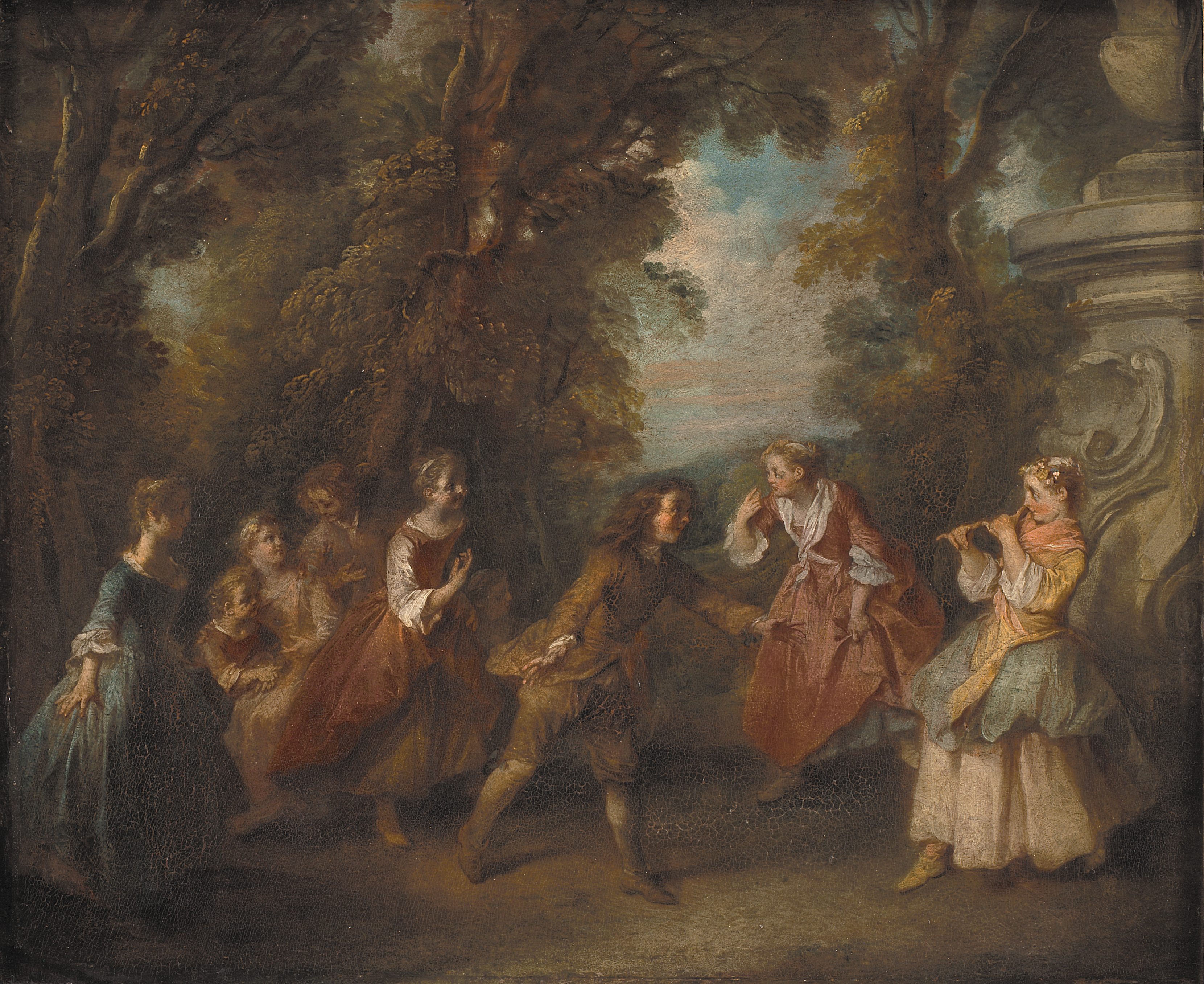
Berek w czasach rokoko

Berek lub ganiany, goniany – dziecięca gra ruchowa.

## Charakterystyka
Gra w berka polega na tym, że jedna osoba (nazywana berkiem) musi dotknąć dowolnej z pozostałych osób biorących udział w zabawie. Dotknięta osoba staje się berkiem, a poprzedni berek staje się zwykłym uczestnikiem zabawy. W grze może brać udział dowolna liczba osób. Kiedy jest dużo uczestników, mogą być dwa berki. Zabawa nie jest ograniczona w czasie, jednak zazwyczaj kończy się, gdy większość uczestników poczuje się zmęczona.
Klasyczną odmianą berka jest berek ganiany (sama gra może być tak również nazywana). Można również ułatwić grę uciekającym. Popularną odmianą jest berek kucany. Gracz może kucnąć i wtedy jest bezpieczny, nie może zostać berkiem. Istnieje też odmiana, która poprzez ułatwienie uciekającemu gry wymaga dotknięcia odpowiedniego surowca (np. żelaza, drewna, szkła). W klasycznym berku można również wyznaczyć konkretną bazę. Jeżeli gracze chcą, mogą ograniczyć grę czasowo i wtedy gra będzie bardziej rywalizacyjna niż towarzyska.
Istnieje też gra zwana „zamrożonym berkiem” polega na tym, że osoba złapana przez berka staje w rozkroku i nie może się ruszyć dopóki inna z osób nie przejdzie jej pod nogami. Jeżeli berkowi uda się złapać (zamrozić) wszystkich – wygrywa.
Pochodzenie nazwy od gwarowego określenia berek oznaczającego niski, krępy, wytrzymały koń nie jest dostatecznie poświadczone. Wśród alternatywnych etymologii należy wskazać znaczenie słowa berek jako tego, kto bierze. Znaczenie to poświadczone jest w pamiętnikach z I poł. XVIII w.

## Miejsce do zabawy
Małym dzieciom do gry w berka wystarcza niewielki, otwarty teren, np. plac zabaw. Czasem dzieci umawiają się, że nie wolno przekroczyć pewnych granic (np. połowy boiska), aby gra była żywsza i ciekawsza.